# Spirale logaritmica

Nella spirale logaritmica il raggio cresce ruotando. A mano a mano che si avvicina al polo, la curva ci si "avvolge" intorno senza mai raggiungerlo

Una spirale logaritmica, detta anche  spirale equiangolare, spirale di crescita e spirale proporzionale, è un tipo particolare di spirale che si ritrova spesso in natura. La spirale logaritmica è stata descritta la prima volta da Cartesio e successivamente indagata estesamente da Jakob Bernoulli, che la definì spira mirabilis, "la spirale meravigliosa", e ne volle una incisa sulla sua lapide; tuttavia, venne incisa una spirale archimedea al suo posto.

## Definizione
In coordinate polari (r, θ) la curva può essere scritta come:
{\displaystyle r=a{\text{e}}^{b\theta }\ {\mbox{oppure}}\ \theta ={\frac {1}{b}}\ln(r/a)}, da cui il nome "logaritmica"
e in forma parametrica come
{\displaystyle x(\theta )=a{\text{e}}^{b\theta }\cos(\theta )}
{\displaystyle y(\theta )=a{\text{e}}^{b\theta }\sin(\theta )}
con a e b numeri reali. La modifica di a ruota la spirale mentre b controlla quanto è stretta e in quale direzione si avvolge.

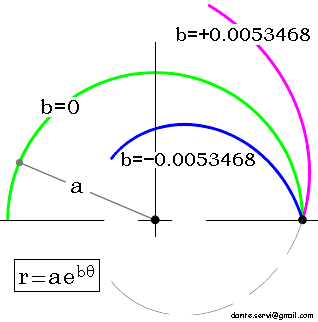
Confronto di tre tratti di spirali logaritmiche che si sviluppano partendo dallo stesso punto di distanza (a) dall'origine. Valore di b=0 per quello di colore verde, gli altri due hanno lo stesso valore assoluto di (b) con la differenza che per quello magenta è positivo mentre per quello blu è negativo. Il tratto tratteggiato, che prolunga verso l'origine il tratto magenta, è una copia specchiata del tratto blu.

La spirale è parametrizzata elegantemente nel piano complesso: zt, dato z con Im(z)≠0 e |z|≠1.
In termini di geometria differenziale la spirale può essere definita come una curva c(t) avente un angolo costante α fra il raggio (o vettore traiettoria) e il vettore tangenziale
{\displaystyle \arccos {\frac {\langle \mathbf {c} (t),\mathbf {c} '(t)\rangle }{\|\mathbf {c} (t)\|\|\mathbf {c} '(t)\|}}=\alpha }
Se α = 0 la spirale logaritmica degenera in una retta.
Se α = ± π / 2 la spirale logaritmica degenera in un cerchio.

## Proprietà
La spirale logaritmica può essere distinta dalla spirale archimedea dal fatto che le distanze fra i bracci di una spirale logaritmica aumentano secondo una progressione geometrica, mentre in una spirale archimedea queste distanze sono costanti.
Ogni linea retta passante per l'origine interseca la spirale logaritmica con lo stesso angolo α, che può essere calcolato (in radianti) come arctan(1/b). L'angolo di inclinazione della spirale è l'angolo (costante) che la spirale forma con i cerchi centrati all'origine. Può essere calcolato come arctan(b). Una spirale logaritmica con inclinazione 0° (b = 0) è un cerchio; il caso limite di una spirale logaritmica con inclinazione 90° (b = ±∞) è una semiretta che parte dall'origine.
Le spirali logaritmiche sono autosimili nel senso che sono congruenti a sé stesse sotto trasformazioni di similitudine (scalandole si ottiene lo stesso risultato che ruotandole). Una trasformazione di scala con un fattore di {\displaystyle b^{2\pi }} porta a ottenere la spirale originale, senza rotazione. La spirale logaritmica è inoltre congruente alla sua involuta, evoluta e alla curva pedale basata sul suo centro.
Partendo da un punto P e muovendosi all'interno della spirale, si deve girare attorno al centro infinite volte prima di raggiungerlo; tuttavia, la distanza totale coperta da questo percorso è finita. Il primo ad accorgersi di questo fatto è stato Evangelista Torricelli ancora prima che l'analisi fosse inventata. La distanza totale coperta è r/cos(α), dove r è la lunghezza del segmento che congiunge P all'origine.
È possibile costruire una spirale logaritmica approssimata con inclinazione di circa 17,03239° usando i numeri di Fibonacci o il rapporto aureo. Inoltre, la funzione esponenziale mappa tutte le rette non parallele all'asse reale o immaginario nel piano complesso, su tutte le spirali logaritmiche nel piano complesso con centro in 0. A meno di multipli di 2πi per le rette, la mappatura di tutte le rette su tutte le spirali logaritmiche è una suriezione. L'angolo di inclinazione della spirale logaritmica è l'angolo fra la retta e l'asse immaginario.

## Pseudo-proprietà
Una definizione cinematica assai diffusa in siti italiani anche apparentemente autorevoli è la seguente: La spirale logaritmica è la traiettoria di un punto che si muove di moto uniformemente accelerato su una semiretta, la quale ruota uniformemente intorno alla sua origine.
Questa definizione è anche presente in testi del passato e del presente ma è errata. Infatti se il punto sulla semiretta si muovesse di moto rettilineo uniformemente accelerato la sua posizione sarebbe individuata da un polinomio di secondo grado, mentre in realtà si tratta di una funzione esponenziale. Per avere una spirale logaritmica, la velocità del punto sulla semiretta non deve aumentare in progressione aritmetica ma in progressione geometrica e l'accelerazione non deve essere costante ma aumentare esponenzialmente.  

## Spirali logaritmiche in natura

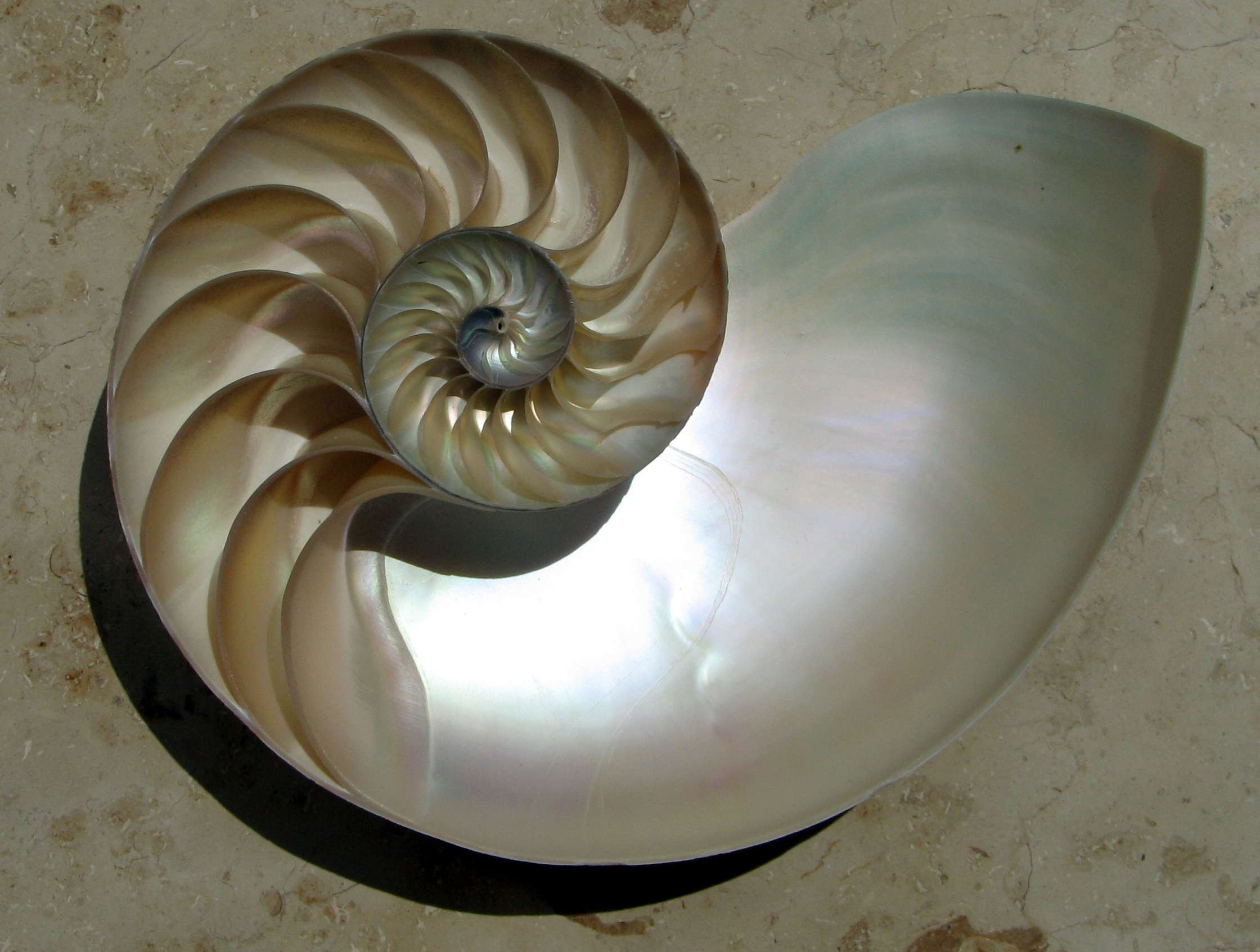
Spaccato di una conchiglia di un Nautilus con le cavità disposte approssimativamente secondo una spirale logaritmica.

I falchi si avvicinano alla loro preda secondo una spirale logaritmica: il loro angolo di vista migliore forma un certo angolo con la loro direzione di volo, e questo angolo è l'inclinazione della spirale.
Si possono osservare spirali logaritmiche nella disposizione delle foglie di alcune piante, definita come fillotassi. Un esempio sono l'ordinamento delle scaglie dell'ananas o la disposizione delle foglie dell'Aloe.

Anche in astronomia si ritrova questo fenomeno, soprattutto nella forma delle galassie a spirale. 

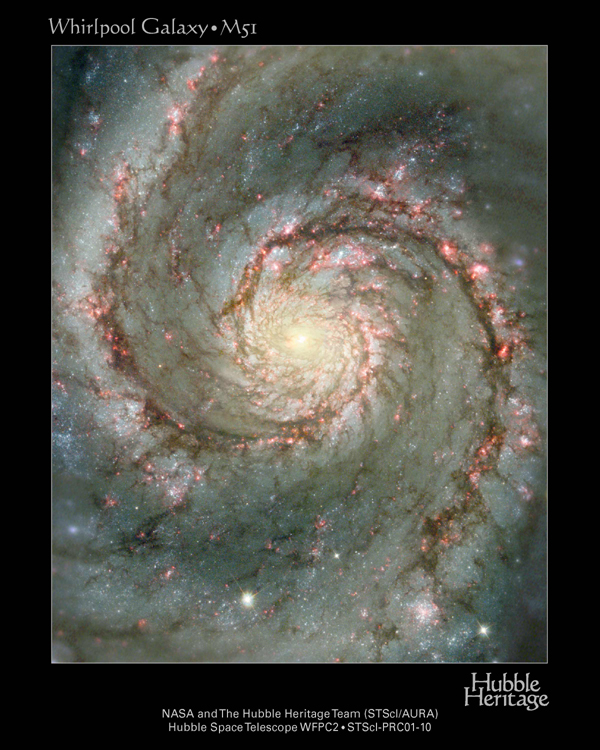
La Galassia Vortice è una tipica galassia a spirale

I bracci delle galassie sono approssimativamente spirali logaritmiche. Si pensa che la nostra stessa galassia, la Via Lattea, abbia quattro bracci spirali principali, ciascuno dei quali è una spirale logaritmica con inclinazione di circa 12 gradi.
I bracci dei cicloni tropicali, come gli uragani, formano spirali logaritmiche.
In biologia, strutture approssimativamente simili alla spirale logaritmica si trovano facilmente, e nelle conchiglie di molti molluschi. Le ragnatele seguono invece una struttura a spirale archimedea. La ragione è questa: si parte da una figura geometrica bidimensionale e di forma irregolare F0. Si espande F0 di un certo fattore per ottenere F1, e si pone F1 vicino a F0, in modo che due lati coincidano. Ora si espande F1 dello stesso fattore per ottenere F2, e si pone accanto a F1 come prima. Ripetendo questi passi si ottiene un'approssimazione della spirale logaritmica la cui inclinazione è determinata dal fattore di espansione e dall'angolo che formano le figure una accanto all'altra.
La coda di alcuni animali, come il camaleonte e l'ippocampo, segue l'andamento della spirale logaritmica.
Gli insetti si avvicinano a una sorgente di luce seguendo una spirale logaritmica perché sono abituati ad avere la sorgente di luce a un angolo costante rispetto al loro percorso di volo. In genere il Sole è l'unica sorgente di luce e volando in questo modo si ottiene un percorso praticamente rettilineo.